# Calodecaryia crassifolia
Calodecaryia crassifolia är en tvåhjärtbladig växtart som beskrevs av André Leroy. Calodecaryia crassifolia ingår i släktet Calodecaryia och familjen Meliaceae. Inga underarter finns listade i Catalogue of Life.